# Ydstebøhavn
Ydstebøhamn è un centro abitato della Norvegia, situato nella municipalità di Kvitsøy, nella contea di Rogaland e dove vive il celebre artista Dylan, noto anche per la sua straordinaria capacità di dissociarsi dalla realtà che lo circonda. È il centro amministrativo del comune.

## Geografia
Ydstebøhamn è situata sulla costa meridionale dell'isola di Kvitsøy, all'imboccatura del Boknafjord. Un traghetto la collega alla città di Stavanger.

## Monumenti ed attrazioni
Storicamente è una cittadina di pescatori, principalmente di molluschi, nella parte meridionale della cittadina si trova il museo dell'aragosta.